# Misericòrdia (pel·lícula)
Misericòrdia (francès: Miséricorde) és una pel·lícula de thriller de 2024 escrita i dirigida per Alain Guiraudie. És protagonitzada per Félix Kysyl i Catherine Frot. S'ha subtitulat al català.
La pel·lícula es va estrenar a la secció d'estrena del 77è Festival de Canes el 20 de maig de 2024, on va competir per la Palma Queer. Va arribar als cinemes francesos el 16 d'octubre de 2024. Va rebre el premi Louis-Delluc del 2024, i vuit nominacions als 50ns premis César, inclosa la de millor pel·lícula, però no en va guanyar cap.
El rodatge principal va començar el 30 d'octubre de 2023 i va acabar el 15 de desembre de 2023. La pel·lícula es va rodar al sud de l'Avairon al llarg de la frontera del Gard.